# 広瀬景房
広瀬 景房（ひろせ かげふさ）は、戦国時代から安土桃山時代にかけての武将。甲斐武田氏、徳川氏の家臣。

## 略歴
景房は甲斐国石和の郷士で、最初は武田信玄に仕え、板垣信方や山県昌景らの部隊に配属された。信玄期の初期から仕えた剛勇の士で、信玄に「軽薄なる事なき勇士なり」と言わしめた。また、山本勘助より軍法を伝授された。
天正10年（1582年）3月の織田信長の甲州征伐で武田家が滅亡すると徳川家康に召しだされ、井伊直政の部隊に配属された。家康からもその剛勇を認められ、井伊の赤備えにおいて広瀬と三科形幸のみは旗指物は赤でなくとも良いと許され、白にした広瀬は赤備えの中で一際目立ったという。また、常に徳川軍の先鋒として最前線に出る直政に無理をするなと自重を促したというが直政は関ヶ原の戦傷により死去した。
小牧・長久手の戦いや小田原征伐に従軍。1500石を知行する。関ヶ原の戦いでは上野国高崎城の留守居役を務めた。戦後に養子・将義に家督を譲り、隠居料300石を与えられた。彦根城の築城にも参画した。